# Tricyphona michiganensis
Tricyphona (Pentacyphona) michiganensis là một loài ruồi trong họ Pediciidae. Chúng phân bố ở vùng sinh thái Nearctic.